# 25673 Di Mascio
25673 Di Mascio este un asteroid din centura principală de asteroizi.

## Descriere
25673 Di Mascio este un asteroid din centura principală de asteroizi. A fost descoperit pe 5 ianuarie 2000 la Socorro, New Mexico, în cadrul proiectului LINEAR. Asteroidul prezintă o orbită caracterizată de o semiaxă mare de 2,85 ua, o excentricitate de 0,06 și o înclinație de 2,3° în raport cu ecliptica.